# IonQ
IonQ — компания по производству аппаратного и программного обеспечения для квантовых вычислений, расположенная в Колледж-Парке, штат Мэриленд. Занимается разработкой квантового компьютера на ловушках для ионов и соответствующего программного обеспечения для генерации, оптимизации и выполнения квантовых схем .

## История
Соучредителями IonQ стали Кристофер Монро и Чунгсанг Ким, профессора Университета Мэриленда и Университет Дьюка, в 2015 году с помощью Гарри Веллера, партнёра венчурной фирмы New Enterprise Associates .
Компания является плодом 25-летних научных исследований её соучредителей в области квантовой информатики. Монро начал исследования квантовых вычислений во время постдокторантуры в качестве исследователя при нобелевском лауреате Дэвиде Уайнленде. Монро возглавлял группу, исследующую захваченные ионы для создания первых управляемых кубитов и первых управляемых квантовых логических элементов. Кульминацией этой работы стало создание архитектуры крупного компьютера на захваченных ионах.
Ким и Монро начали формально сотрудничать в результате более масштабных исследовательских инициатив, финансируемых в рамках деятельности IARPA. Они написали обзорную статью для журнала Science Magazine под названием «Масштабирование квантового процессора ионной ловушки», сочетающую исследования Монро в области захваченных ионов с акцентом Кима на масштабируемой квантовой обработке информации и квантовом оборудовании связи .
Из этого исследовательского партнёрства и выросла компания IonQ. В 2015 году New Enterprise Associates инвестировала 2 миллиона долларов в коммерциализацию технологий, предложенных Монро и Ким в Science.
В 2016 году Монро и Ким пригласили Дэвида Меринга из IARPA, где он отвечал за несколько инициатив в области квантовых вычислений, стать генеральным директором компании и третьим соучредителем. В 2017 году они собрали серию B стоимостью 20 миллионов долларов, под контролем GV (ранее Google Ventures) и New Enterprise Associates, это были первые инвестиции GV в технологии квантовых вычислений. В том же году они всерьез занялись наймом специалистов, намереваясь вывести свой продукт на рынок к концу 2018 года.

## Технология
Аппаратная часть IonQ основана на архитектуре на захваченных ионах, ставшей развитием технологий, разработанных Монро, в Университете штата Мэриленд, и Кимом, в Университете Дьюка.
В ноябре 2017 года IonQ представил на Международной конференции IEEE Rebooting Computing документацию с описанием и технологической стратегии и текущего прогресса. В ней описано использование микропроизводственной ионной ловушки и нескольких оптических и акустооптических систем для охлаждения, инициализации и расчёта. Они также описывают облачный API , привязки пользовательских языков и симуляторы квантовых вычислений, которые используют преимущества полной возможности подключения их ловушечной системы
Представители IonQ и некоторые эксперты утверждают, что захваченные ионы могут обеспечить ряд преимуществ по сравнению с другими типами физических кубитов в нескольких аспектах, таких как точность, масштабируемость, предсказуемость и время когерентности. Другие критикуют медленное время работы и относительную громоздкость оборудования на захваченных ионах, утверждая, что другие технологии кубитов столь же многообещающие. Для получения более подробной информации см. Квантовый компьютер на захваченных ионах.